# Пол Маршалл
Пол Маршалл  (англ. Paul Marshall, 28 квітня 1961) — британський плавець, олімпійський медаліст.

## Виступи на Олімпіадах
| Олімпіада   | Дисципліна                      | Місце     |
| ----------- | ------------------------------- | --------- |
| Москва 1980 | плавання на 100 метрів на спині | 8 h1 r2/3 |
| Москва 1980 | комплексна естафета 4 × 100     | 3         |